# 山内翔
山内 翔（やまうち かける、2002年1月6日 - ）は、京都府出身のサッカー選手。Jリーグ・ヴィッセル神戸所属。ポジションは、ミッドフィールダー（MF）。

## 来歴

### クラブ
小学校年代はフォレストFC京都でプレーし、中学校年代からヴィッセル神戸のアカデミーへ加入。2019年3月、トップチームに2種登録された。また同年、神戸U-18では主将を務めた。
大学生になると筑波大学に進学し、1年時から主力としてプレー。2022年3月、新3年生ながら2024年からのヴィッセル神戸に早期内定、ならびに特別指定選手承認が発表された。なお、筑波大学蹴球部では主将を務めた。

### プロ入り後
2024年よりユース時代に所属したヴィッセル神戸へ入団。同年3月30日に行われたJ1リーグ第5節北海道コンサドーレ札幌戦で途中出場しデビュー。第8節町田ゼルビア戦でJリーグ初得点を挙げた。

### 代表
2017年から各年代別の日本代表に選出され、AFC U-16選手権2018 (予選)、AFC U-16選手権2018に出場。2019年、2019 FIFA U-17ワールドカップに出場するU-17日本代表のメンバーに入った。

## 所属クラブ
- フォレストFC京都
- 2014年 - 2016年 ヴィッセル神戸伊丹U-15
- 2017年 - 2019年 ヴィッセル神戸U-18
  - 2019年3月 - 同年12月  ヴィッセル神戸（2種登録選手）
- 2020年 - 2023年 筑波大学
  - 2022年3月 - 2023年  ヴィッセル神戸（特別指定選手）
- 2024年 -  ヴィッセル神戸

## 個人成績
| 国内大会個人成績 | 国内大会個人成績 | 国内大会個人成績 | 国内大会個人成績 | 国内大会個人成績 | 国内大会個人成績 | 国内大会個人成績 | 国内大会個人成績 | 国内大会個人成績 | 国内大会個人成績 | 国内大会個人成績 | 国内大会個人成績 |
| 年度             | クラブ           | 背番号           | リーグ           | リーグ戦         | リーグ戦         | リーグ杯         | リーグ杯         | オープン杯       | オープン杯       | 期間通算         | 期間通算         |
| 年度             | クラブ           | 背番号           | リーグ           | 出場             | 得点             | 出場             | 得点             | 出場             | 得点             | 出場             | 得点             |
| 日本             | 日本             | 日本             | 日本             | リーグ戦         | リーグ戦         | リーグ杯         | リーグ杯         | 天皇杯           | 天皇杯           | 期間通算         | 期間通算         |
| ---------------- | ---------------- | ---------------- | ---------------- | ---------------- | ---------------- | ---------------- | ---------------- | ---------------- | ---------------- | ---------------- | ---------------- |
| 2024             | 神戸             | 30               | J1               | 8                | 2                | 2                | 0                | 4                | 0                | 14               | 2                |
| 通算             | 日本             | 日本             | J1               | 8                | 2                | 2                | 0                | 4                | 0                | 14               | 2                |
| 総通算           | 総通算           | 総通算           | 総通算           | 8                | 2                | 2                | 0                | 4                | 0                | 14               | 2                |

| 国際大会個人成績 | 国際大会個人成績 | 国際大会個人成績 | 国際大会個人成績 | 国際大会個人成績 |
| 年度             | クラブ           | 背番号           | 出場             | 得点             |
| AFC              | AFC              | AFC              | ACL              | ACL              |
| ---------------- | ---------------- | ---------------- | ---------------- | ---------------- |
| 2024-25          | 神戸             | 30               | 8                | 0                |
| 通算             | AFC              | AFC              | 8                | 0                |

- 2019年は2種登録選手、2022年は特別指定選手。2019年は2種登録選手としての公式戦出場無し。

出場歴
- Jリーグ初出場 - 2024年3月30日 J1第5節 北海道コンサドーレ札幌戦 (ノエビアスタジアム神戸)
- Jリーグ初得点 - 2024年4月13日 J1第8節 FC町田ゼルビア戦 (国立競技場)

## 代表歴
- U-15日本代表
  - 2017年 AFC U-16選手権 (予選)（英語版）（グループ1位）
- U-16日本代表
  - 2018年 AFC U-16選手権（優勝）
- U-17日本代表
  - 2019年 FIFA U-17ワールドカップ（ベスト16）
- U-22日本代表
  - 2023年 アジア競技大会サッカー競技

## タイトル

### 代表
U-16日本代表
- AFC U-16選手権：1回（2018年）

### クラブ
ヴィッセル神戸
- J1リーグ：1回（2024年）
- 天皇杯 JFA 全日本サッカー選手権大会：1回（2024年）